# Санди Лејк (Пенсилванија)
Санди Лејк (енгл. Sandy Lake) град је у америчкој савезној држави Пенсилванија.

## Демографија
По попису из 2010. године број становника је 659, што је 84 (-11,3%) становника мање него 2000. године.
| Група             | 2000.       | 2010.       |
| Белци             | 737 (99,2%) | 643 (97,6%) |
| Афроамериканци    | 1 (0,1%)    | 4 (0,6%)    |
| Азијати           | 3 (0,4%)    | 2 (0,3%)    |
| Хиспаноамериканци | 1 (0,1%)    | 2 (0,3%)    |
| Укупно            | 743         | 659         |